# Poicephalus senegalus
Il pappagallo del Senegal (Poicephalus senegalus Linnaeus, 1766) è un uccello della famiglia degli Psittacidi.

## Descrizione
Pappagallo compatto e agile, con taglia attorno ai 23 cm, presenta una colorazione base verde intenso nelle parti superiori e giallo sfumato in arancione in quelle inferiori. La testa è coperta da un ampio cappuccio grigio, il collo è verde pallido, come le calze. La specie mostra un leggero dimorfismo sessuale, in quanto il sottocoda del maschio è giallo, mentre quello della femmina è verde. I giovani si presentano con un piumaggio più smorto. Ne sono censite tre sottospecie:
- P. s. senegalus (Linnaeus, 1766), sottospecie nominale, con la parte ventrale di un colore limone acceso;
- P. s. versteri Finsch, 1863, con il colore della zona ventrale arancio intenso;
- P. s. mesotypus Reichenow, 1910, con il giallo della parte ventrale sfumato in arancio.

## Biologia
Abita le savane alberate e aride e le foreste aperte ricche di baobab (Adansonia digitata). Vive in coppia o in gruppetti di 10-20 individui che a volte compiono anche piccole migrazioni locali da nord a sud nelle stagioni aride. Si nutre di semi, frutta (è ghiotto di fichi), germogli e gemme. Il periodo riproduttivo inizia con la fine del periodo delle grandi piogge e va da settembre a novembre. Il nido è di norma allestito nel cavo di un grande baobab: qui la femmina depone 2-3 uova che cova per 28 giorni. I giovani si involano attorno alla nona-decima settimana di vita.

## Distribuzione e habitat
È diffuso in Africa centro-occidentale, nella fascia sud-sahariana che va dal Senegal al Ciad. È comune sia in natura sia in cattività dove si registra una presenza ancora massiccia di soggetti di cattura immessi sul mercato. La riproduzione in cattività è abbastanza agevole, ma poco praticata per l'eccessiva presenza di individui di cattura.